# Tamara Myers
Tamara Myers (* 27. Juli 1993 auf New Providence) ist eine bahamaische Leichtathletin, die sich auf den Dreisprung spezialisiert hat.

## Sportliche Laufbahn
Erste internationale Erfahrungen sammelte Tamara Myers bei den CARIFTA-Games 2008 in Basseterre, bei denen sie mit 11,55 m die Silbermedaille im Dreisprung gewann, wie auch bei den CARIFTA-Games im Jahr darauf in Vieux Fort mit 11,70 m und den Spielen 2011 in Montego Bay mit 12,35 m. Dort ging sie auch mit der bahamaischen 4-mal-100-Meter-Staffel an den Start, wurde aber disqualifiziert. Anschließend belegte sie bei den Zentralamerika- und Karibikspielen (CAC) in Mayagüez mit 12,45 m den sechsten Platz und gewann bei den Panamerikanischen Juniorenmeisterschaften in Miramar mit einer Weite von 12,85 m die Silbermedaille. 2012 gewann sie bei den CARIFTA-Games in Hamilton mit 11,62 m ein weiteres Mal die Silbermedaille im Dreisprung und wurde im Weitsprung mit 5,63 m Vierte. Anschließend siegte sie mit 6,02 m bei den CAC-Juniorenmeisterschaften in San Salvador im Weitsprung und gewann mit 12,42 m im Dreisprung Bronze. Im Jahr darauf siegte sie bei den CAC-Meisterschaften in Morelia mit 13,18 m und klassierte sich im Weitsprung mit 5,79 m auf dem siebten Rang.
2014 nahm sie erstmals an den Commonwealth Games in Glasgow teil, konnte sich aber in beiden Disziplinen nicht für das Finale qualifizieren. 2015 wurde sie bei den Panamerikanischen Spielen in Toronto mit 13,57 m Zehnte und bei den NACAC-Meisterschaften in San José mit 13,78 m Vierte. 2017 nahm sie an den Weltmeisterschaften in London teil, bei denen sie aber mit einer Weite von 13,41 m in der Qualifikation ausschied. 2018 nahm sie erneut an den Commonwealth Games im australischen Gold Coast teil und klassierte sich mit einem Sprung auf 13,15 m auf dem neunten Rang. Im Jahr darauf belegte sie bei den Panamerikanischen Spielen in Lima mit 13,96 m den fünften Platz und 2022 gelangte sie bei den NACAC-Meisterschaften in Freeport mit 13,69 m auf Rang vier. Im Jahr darauf wurde sie bei den Zentralamerika- und Karibikspielen in San Salvador mit 13,31 m Sechste.
In den Jahren von 2013 bis 2016, 2018 und 2019 sowie 2021 und 2022 wurde Myers Bahamaische Meisterin im Dreisprung sowie 2022 im Weitsprung. Sie absolvierte ein Studium an der University of Arkansas.

## Persönliche Bestleistungen
- Weitsprung: 6,51 m, 21. Januar 2017 in Kingston
- Dreisprung: 14,03 m (+1,0 m/s), 29. April 2017 in Philadelphia (bahamaischer Rekord)